# 아프가니스탄 U-23 축구 국가대표팀
아프가니스탄 U-23 축구 국가대표팀은 아프가니스탄을 대표하는 U-23 축구 국가대표팀으로 아프가니스탄 축구 연맹에서 관리한다. 현재 하계 올림픽과 AFC U-23 아시안컵 본선 기록은 전무하며 성인대표팀과 더불어 아시아 축구 최약체팀으로 손꼽힌다.

## 국제 대회 경력

### AFC U-23 아시안컵
2016년 대회 예선을 통해 AFC U-23 아시안컵 예선에 처음으로 모습을 드러내어 C조 2차전에서 같은 최약체팀인 네팔을 2-0으로 꺾고 첫 승을 올렸고 2020년 대회 예선 A조 최종전에서도 네팔을 2-0으로 꺾으며 네팔전에서만 2연승을 거두었다.

### 아시안 게임
아시안 게임에는 2번(2002년, 2014년) 출전했지만 2번의 대회에서 모두 3전 전패의 처참한 성적에 그치며 아시아 축구 최약체팀다운 면모를 보였다.

### 남아시아 경기 대회
남아시아 경기 대회에는 2010년에 처음이자 마지막으로 참가하여 이 대회에서 은메달을 획득하는 성과를 거두었지만 2015년 이후 중앙아시아 축구 연맹으로 소속을 옮기면서 더 이상 이 대회에는 참가하지 않는다.

## 성적

### AFC U-23 아시안컵
- 2013년 : 불참
- 2016년 ~ 2024년 : 예선 탈락

### 하계 올림픽
| 올림픽 축구 기록 | 올림픽 축구 기록 | 올림픽 축구 기록 | 올림픽 축구 기록 | 올림픽 축구 기록 | 올림픽 축구 기록 | 올림픽 축구 기록 | 올림픽 축구 기록 | 올림픽 축구 기록 | 올림픽 축구 기록 |
| 년도             | 결과             | 순위             | 경기             | 승               | 무               | 패               | 득점             | 실점             | 승점             |
| ---------------- | ---------------- | ---------------- | ---------------- | ---------------- | ---------------- | ---------------- | ---------------- | ---------------- | ---------------- |
| 1992년           | 불참             | 불참             | 불참             | 불참             | 불참             | 불참             | 불참             | 불참             | 불참             |
| 1996년           | 불참             | 불참             | 불참             | 불참             | 불참             | 불참             | 불참             | 불참             | 불참             |
| 2000년           | 불참             | 불참             | 불참             | 불참             | 불참             | 불참             | 불참             | 불참             | 불참             |
| 2004년           | 불참             | 불참             | 불참             | 불참             | 불참             | 불참             | 불참             | 불참             | 불참             |
| 2008년           | 진출 실패        | 진출 실패        | 진출 실패        | 진출 실패        | 진출 실패        | 진출 실패        | 진출 실패        | 진출 실패        | 진출 실패        |
| 2012년           | 불참             | 불참             | 불참             | 불참             | 불참             | 불참             | 불참             | 불참             | 불참             |
| 2016년           | 진출 실패        | 진출 실패        | 진출 실패        | 진출 실패        | 진출 실패        | 진출 실패        | 진출 실패        | 진출 실패        | 진출 실패        |
| 합계             | (0/7)            | (0회)            | 0                | 0                | 0                | 0                | 0                | 0                | 0                |

### 아시안 게임
| 아시안 게임 기록 | 아시안 게임 기록 | 아시안 게임 기록 | 아시안 게임 기록 | 아시안 게임 기록 | 아시안 게임 기록 | 아시안 게임 기록 | 아시안 게임 기록 | 아시안 게임 기록 | 아시안 게임 기록 |
| 년도             | 결과             | 순위             | 경기             | 승               | 무*              | 패               | 득점             | 실점             | 승점             |
| ---------------- | ---------------- | ---------------- | ---------------- | ---------------- | ---------------- | ---------------- | ---------------- | ---------------- | ---------------- |
| 2002년           | 조별리그         | 24위             | 3                | 0                | 0                | 3                | 0                | 32               | 0                |
| 2006년           | 불참             | 불참             | 불참             | 불참             | 불참             | 불참             | 불참             | 불참             | 불참             |
| 2010년           | 불참             | 불참             | 불참             | 불참             | 불참             | 불참             | 불참             | 불참             | 불참             |
| 2014년           | 조별리그         | 25위             | 3                | 0                | 0                | 3                | 1                | 8                | 0                |
| 합계             | 2회 출전(2/4)    | 조별리그(2회)    | 6                | 0                | 0                | 6                | 1                | 40               | 0                |

### 남아시아 경기 대회
- 2010년 : 은메달

## 같이 보기
- 2014년 아시안 게임 축구
- 2016년 AFC U-23 챔피언십 예선
- 아프가니스탄 축구 국가대표팀